# Paul H. O’Neill
Paul Henry O’Neill (ur. 4 grudnia 1935 w Saint Louis, zm. 18 kwietnia 2020 w Pittsburghu) – amerykański ekonomista, polityk, sekretarz skarbu w administracji George’a W. Busha.

## Życiorys
Przez wiele lat pracował na różnych stanowiskach w administracji rządowej kolejnych prezydentów: Kennedy’ego, Johnsona, Nixona i Forda. Następnie pracował w sektorze prywatnym w International Paper, Alcoa. W okresie od 20 stycznia 2001 do 31 grudnia 2002 był sekretarzem skarbu w gabinecie prezydenta George’a W. Busha. Po jego rezygnacji departamentem kierował zastępca sekretarza skarbu Kenneth W. Dam